# Jorgisbell Álvarez
Jorgisbel Álvarez Hernández (ur. 8 lutego 1985) – kubański zapaśnik walczący w stylu klasycznym.
Zastąpiony w ostatniej chwili przez Alexeia Bella w kadrze Kuby na igrzyska olimpijskie w Londynie 2012 roku.
Triumfator igrzysk panamerykańskich w 2011. Mistrz panamerykański w 2009.
Szósty w Pucharze Świata w 2009 i dziesiąty w 2011 roku.